# Pita thajská
Pita thajská (Hydrornis gurneyi, syn. Pitta gurneyi), případně též pita Gurneyova, je drobný pěvec z čeledi pitovití (Pittidae) a rodu Hydrornis.

## Popis
Dosahuje velikosti 18,5 až 20,5 cm a patří mezi nezaměnitelné ptáky oblasti. Samci se vyznačují výraznou modrou čepičkou, černou obličejovou maskou, spodek těla je žlutý, s výrazným zastoupením černých ploch. Samice mají korunku hnědavou, světlejší obličejovou masku a spodek těla proužkovaný. Ocas pity thajské se pohybuje v odstínech modré.
Pita thajská je samotářsky žijícím druhem, případně tvoří páry, které si vymezují teritorium o rozloze 1,5 až 3 ha. Hnízdění může probíhat ve všech měsících od května do začátku října. Pity si staví klenutá hnízda ve vegetaci několik metrů nad zemí, podle některých údajů však hnízdí dokonce na zemi. Potravou těchto ptáků jsou především žížaly. Menší část jídelníčku tvoří larvy a dospělci hmyzu, měkkýši, zřídka uloví i drobné druhy obratlovců, jako jsou žáby.

## Ohrožení
Pita thajská je původním druhem nížinných lesů Thajska a Myanmaru, její populace však významně poklesly. Mezinárodní svaz ochrany přírody (IUCN) druh hodnotí k roku 2019 jako kriticky ohrožený, přičemž zbývající populace čítá asi 1 000 až 2 500 dospělců, z toho v Thajsku již druh zřejmě funkčně vyhynul. Ještě roku 2004 však populace dle odhadů čítala 10 300 až 17 100 dospělců. Hlavním důvodem takového úbytku je pokračující drancování původních stanovišť, přičemž IUCN poukazuje na vysoké riziko rychlé přeměny prakticky všech zbývajících stanovišť na plantáže v krátkodobém horizontu.